# Altopiano dei Tredici Laghi
L'altopiano dei Tredici Laghi è un altopiano della val Germanasca, posto a una quota di 2300 – 2550 metri, che prende il nome dai vari piccoli specchi d'acqua che lo caratterizzano. È situato presso il comune di Prali, in Piemonte.

## Geografia

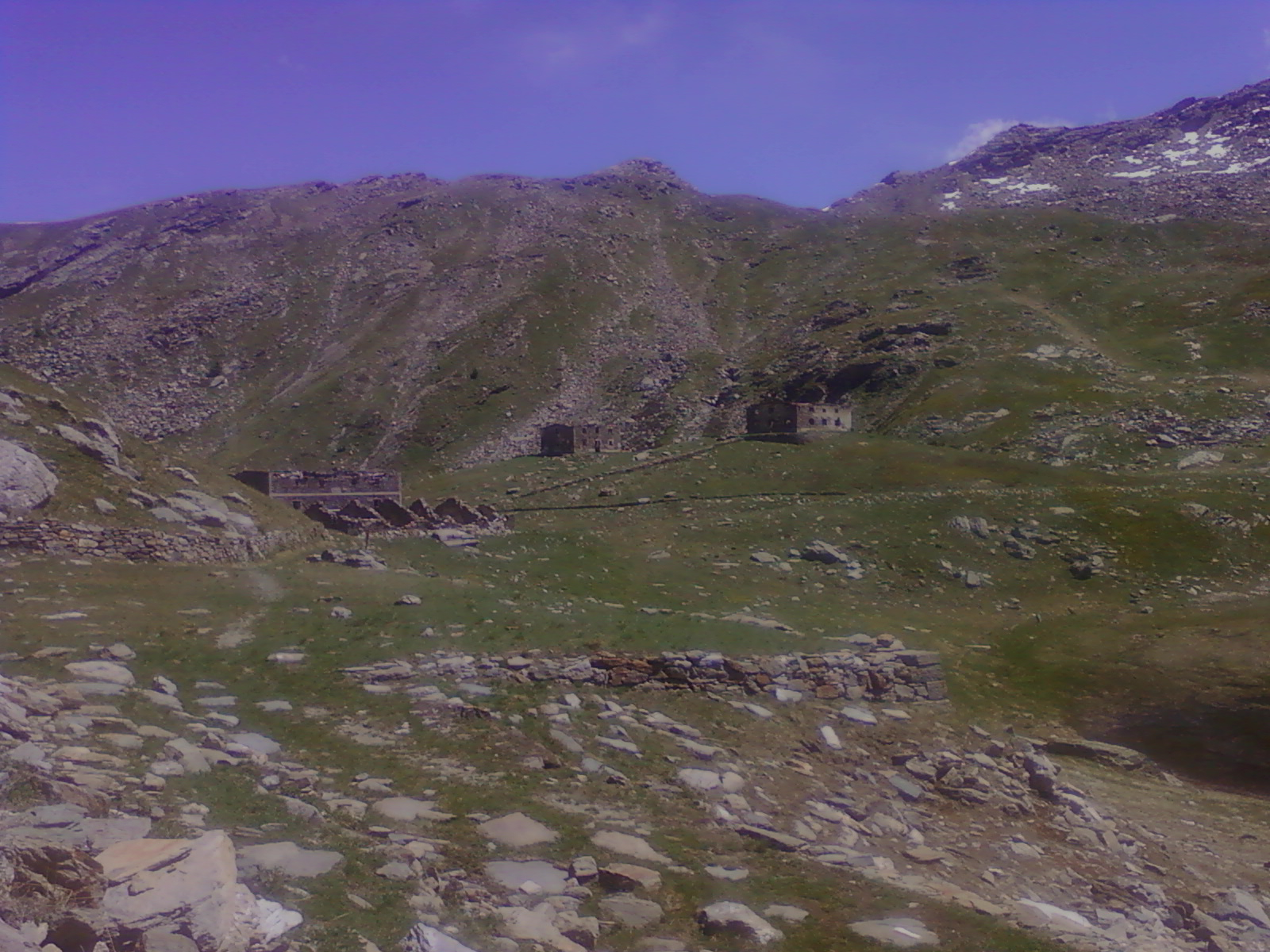
Casermette abbandonate.

L'altopiano è una conca delimitata su tre lati da una serie di rilievi. Per la precisione, a nord si trova il Cappello d'Envie (2618 m), a nord-est la Punta Founset e il Passo della Cialancia (2683 m), a est la Punta Cialancia (2855 m) e il Passo Roux (2830 m), a sud la Punta Cournour (2867 m). Il vallone è attraversato dal rio dei Tredici Laghi, che lo percorre in direzione ovest confluendo nel torrente Germanasca.
All'interno dell'altopiano si trovano i tredici laghi da cui prende il nome:
- il lago Bianco
- il lago della Carota
- il lago della Drajo ("traccia" in lingua locale)
- i laghi Gemelli
- il lago Lungo
- il lago Nero
- il lago della Noce
- il lago Primo
- il lago Rametta o lago dei cannoni
- il lago dell'Uomo
- i laghi Verdi

I laghi effettivamente visibili sono però solo dodici o undici, poiché il lago della Carota è oggi totalmente interrato, mentre quello della Noce raccoglie acqua solo nel periodo del disgelo.
Il lago Ramella è anche chiamato "dei cannoni", perché presso di esso sono presenti due fusti di cannone da 149/35, superstiti dei quattro pezzi impiegati nel giugno 1940 dalla 149ª batteria di artiglieria della Guardia alla Frontiera durante la battaglia delle Alpi Occidentali. Altre testimonianze di una presenza militare nel vallone sono le casermette abbandonate, i Ricoveri Perrucchetti, costruiti a cavallo fra l'Ottocento e il Novecento e dedicati a Giuseppe Domenico Perrucchetti, fondatore del corpo degli Alpini, e le vie militari, come i sentieri 201 e 230, che salgono dal vallone lungo i pendii circostanti.

## Itinerari
L'altopiano presenta diversi punti di accesso. È possibile innanzitutto arrivarvi da Prali, seguendo una mulattiera (sentiero 204) ed entrando da ovest o prendendo la seggiovia che, partendo poco lontano dall'abitato, giunge al Bric Rond (2540 m). Da qui, aggirando il Cappello d'Envie, si accede al vallone da nord.
Altri sentieri permettono di raggiungere l'altopiano provenendo da est (passi della Cialancia e di Roux) e da sud (sentiero 230 attraverso il passo del Col Giulian e la Costa Belvedere).